# Tomasz Skirecki
Tomasz Jan Skirecki (ur. 22 maja 1987 w Tarnowie, zm. 21 stycznia 2025 w Warszawie) – polski lekarz anestezjolog, naukowiec.

## Życiorys
Tomasz Skirecki był synem Anny i Leszka. Maturę zdał w 2006 w II Liceum Ogólnokształcącym im. Mikołaja Kopernika w Mielcu. W okresie szkolnym był stypendystą Krajowego Funduszu na rzecz Dzieci. Od 2006 do 2012 studiował medycynę na Warszawskim Uniwersytecie Medycznym, otrzymując dyplom lekarza. W 2015 uzyskał w Centrum Medycznego Kształcenia Podyplomowego w Warszawie (CMKP) stopień doktora nauk medycznych na podstawie napisanej pod kierunkiem Jerzego Kawiaka dysertacji Ludzkie hematopoetyczne komórki macierzyste w sepsie. Tamże w 2021 habilitował się w dyscyplinie nauk medycznych, przedstawiwszy osiągnięcie naukowe Narządowa, a systemowa odpowiedź układu odpornościowego w sepsie.
W latach 2015–2025 pracował w CMKP, dochodząc do stanowiska profesora uczelni i kierownika Pracownii Cytometrii Przepływowej oraz Zakładu Immunologii Translacyjnej i Eksperymentalnej Intensywnej Terapii. Praktykował także jako lekarz w Samodzielnym Publicznym Szpitalu Klinicznym CMKP. Specjalizował się w anestezjologii.
Członek European Shock Society.
Laureat m.in. nagrody Prezesa Rady Ministrów za pracę doktorską (2016) oraz konkursu Naukowej Fundacji Polpharmy (2022).
Zmarł w wyniku choroby. Pochowany na Cmentarzu Komunalnym w Mielcu.